# Neuvic (Corrèze)
Neuvic (Nòu Vic auf Okzitanisch) ist eine französische Gemeinde mit 1.597 Einwohnern (Stand 1. Januar 2022) im Département Corrèze in der Region Nouvelle-Aquitaine. Die Gemeinde ist Hauptort des gleichnamigen Kantons.

## Geografie
Die Gemeinde liegt im Zentralmassiv am rechten Ufer der Triouzoune, einem Nebenfluss der Dordogne. Sie ist flächenmäßig nach Meymac die zweitgrößte Gemeinde des Départements.
Tulle, die Präfektur des Départements, liegt ungefähr 60 Kilometer südwestlich, Ussel etwa 21 Kilometer nordöstlich und Égletons rund 25 Kilometer nordwestlich.
Nachbargemeinden von Neuvic sind Palisse im Norden, Chirac-Bellevue im Nordosten, Liginiac und Sérandon im Osten, Arches im Süden, Latronche im Südwesten sowie Saint-Hilaire-Luc und  Lamazière-Basse im Westen.

### Verkehr
Der Ort liegt ungefähr 20 Kilometer südlich der Abfahrt 23 der Autoroute A89.

## Geschichte
Der Name Neuvic ist gallisch-römischen Ursprungs, novus vicus, und bedeutet neue Siedlung.

### Wappen
Beschreibung: In Silber drei schräge, rote Wellenbalken.

## Wirtschaft
Landwirtschaft und Tourismus (Wassersport auf dem Stausee, Golf und Reiten) bilden die ökonomische Basis der Gemeinde.

## Bildung und Kultur
In Neuvic befinden alle Schularten inklusive zweier berufsbildenden Gymnasien sowie ein Kino.

## Einwohnerentwicklung
| Jahr      | 1962 | 1968 | 1975 | 1982 | 1990 | 1999 | 2007 | 2016 |
| Einwohner | 1882 | 1959 | 1848 | 1844 | 1829 | 1852 | 1887 | 1668 |

## Sehenswürdigkeiten

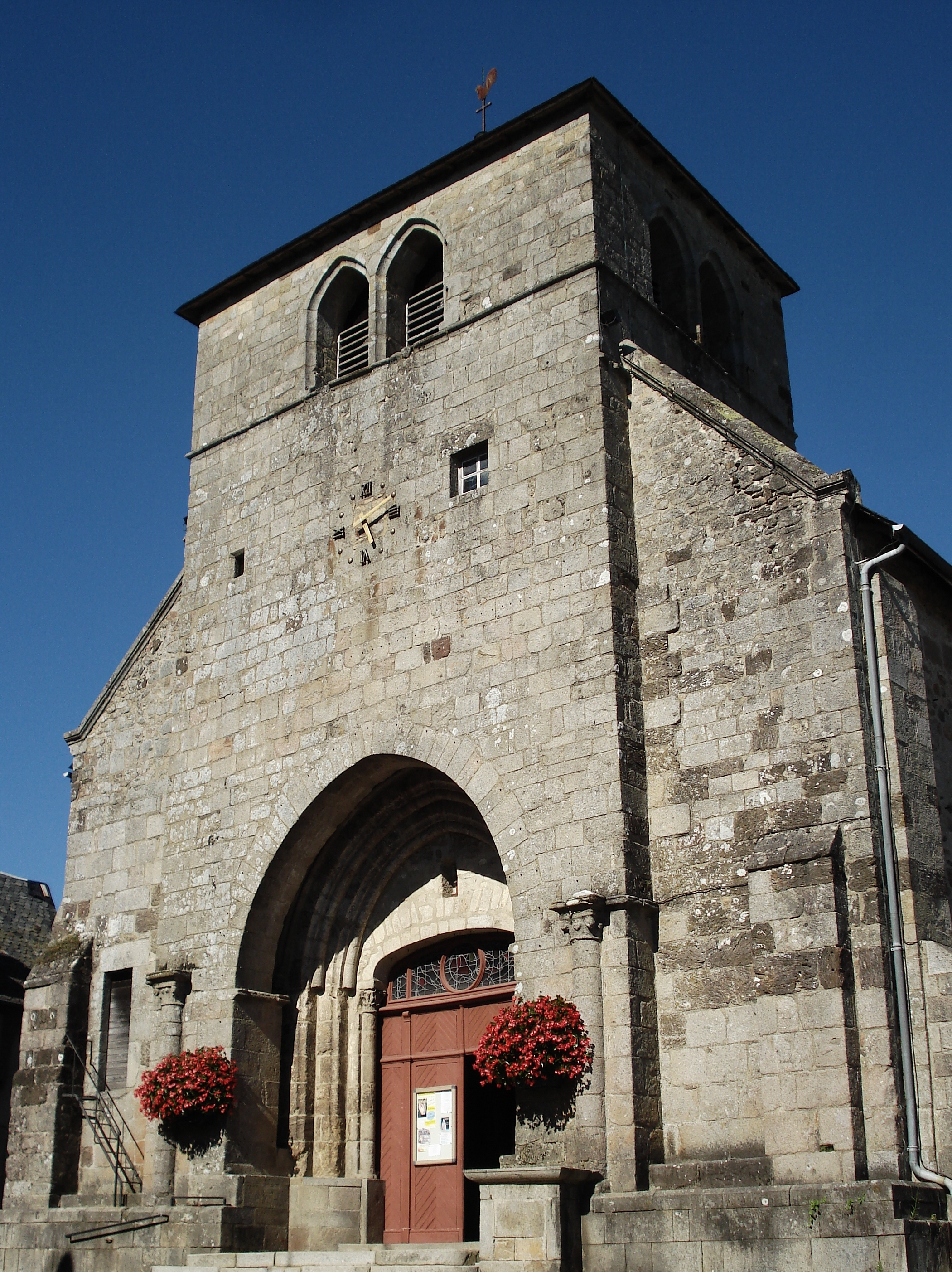
Kirche Saint-Étienne

- Der Turm  Saint-Mexant, Befestigungsanlage aus dem 16. Jahrhundert, ist seit dem 20. September 1972 als Monument historique klassifiziert[1].
- Musée de la Résistance Henri Queuille im ehemaligen Wohnhaus des früheren französischen Ministerpräsidenten Henri Queuille, der von 1912 bis 1941 und 1945–1965 Bürgermeister von Neuvic war[2]
- Die Triouzoune-Talsperre Barrage de Neuvic liegt ca. 3 Kilometer südöstlich.[3][4]
- Die Dordogne-Talsperre Barrage de Marèges liegt ca. 10 Kilometer östlich[5][6][7][8]

## Söhne und Töchter der Gemeinde
- Henri Queuille (1884–1970), Präsident des Ministerrats der Französischen Republik